# Beano I
Beano (em grego: Βαιανός; romaniz.: Baíanos; em latim: Baeanus) ou Batbaian (em grego: Βατβαιᾶν; romaniz.: Batbaian) foi o grão-cã do Grão-Canato Avar entre 562 e 602. Conforme o império dos goturcos se expandia para o ocidente, o Baian liderou um grupo de avares e búlgaros para longe do seu alcance, eventualmente chegando até a Panônia em 568.

## Raides contra os francos e os lombardos
Em 562, os avares e os búlgaros haviam alcançado o baixo Danúbio: é bem provável que tenha sido neste ano que Beano se tornou o supremo grão-cã, pois seu predecessor, o cutrigur Zabergano havia morrido. Como aliados do Império Bizantino, que era governado na época por Justiniano I (r. 527–565), os avares recebiam uma recompensa em ouro por atacar outros nômades - sabires, utigures, cutrigures e saragures - nas terras do que seria futuramente a Ucrânia, uma tarefa que eles completaram, para a satisfação do imperador. Os avares de Beano conseguiram então a renovação da aliança, um aumento no tributo e terras para se assentarem.
Beano desejava a planície da Mésia, ao sul do baixo Danúbio, onde futuramente seria a Bulgária, como sua "terra prometida", mas os bizantinos estavam irredutíveis diante da possibilidade de os avares cruzarem o Danúbio. Assim, Beano e sua horda, em 563, circundaram os Cárpatos pelo norte e entraram na Germânia, onde foram  detidos às margens do rio Elba pelo rei franco Sigeberto I (r. 561–575) da Austrásia. Esta derrota os forçou a se retirar até a região do baixo Danúbio novamente. Após uma tentativa pífia de forçar a passagem pelo rio quando o novo imperador bizantino, Justino II (r. 565–578), negou-lhes tanto a entrada como novo tributo, os avares marcharam novamente, desta vez para a Turíngia, onde conseguiram derrotar Sigeberto (566). Mas tiveram  que novamente interromper a campanha, pois os goturcos, que vinham perseguindo seus antigos súditos, eram agora uma ameaça real.
Os avares, tradicionalmente um povo nômade, precisavam desesperadamente tanto de abrigo quanto de pasto para o seu gado, mas a rota para a Panônia era bloqueada por montanhas impassáveis e cobertas de densas florestas: a cordilheira dos Cárpatos. Foi no crítico inverno de 566-567 que os avares, presos no que hoje é a região oriental da Alemanha, receberam uma embaixada de Alboíno (r. 560/565–572), o poderoso governante dos lombardos e cunhado de Sigeberto, em busca de uma aliança para esmagar seus antigos inimigos, os gépidas. Estes últimos, por acaso, controlavam a única passagem do baixo Danúbio para os tão desejados pastos da Panônia. Assim, em 567, o reino gépida do rei Cunimundo foi atacado em dois frontes: do oeste vieram os lombardos e do norte, pela Morávia e pelo Danúbio, os avares. Beano esmagou as forças de Cunimundo e fez uma taça com o crânio do rei como um presente (e um aviso) ao seu aliado Alboíno (que ficou famoso por ter forçado a filha de Cunimundo, Rosamunda, que ele tinha tomado como noiva para si, a beber dela, o que selou seu próprio destino). Então, a horda avar marchou contra Sirmio, que na época era fortemente defendida pelo que restava dos gépidas e por uma guarnição bizantina liderada pelo general Bonoso. Neste meio tempo, um grande número de eslavos se aproveitou da oportunidade e se assentou na Panônia e, em 568, Alboíno e seus lombardos acharam por bem uma mudança para as arruinadas (após a Guerra Gótica de 535-554) - mas ainda cheias de promessa - terras da Itália, onde eles fundariam um reino que duraria muitos séculos. Antes disso, porém, eles firmaram um tratado com o grão-cã avar para que pudessem retornar para partes da Panônia e de Nórica (a região da moderna Áustria) se eles quisessem no futuro. Enfim, eles partiram com um grande contingente dos derrotados gépidas e diversas outras tribos germânicas.

## Guerras contra o Império Bizantino
Após dez anos de uma tênue paz, Beano novamente marchou contra Sirmio, desta vez capturando-a das mãos bizantinas após um cerco de dois anos, e seguiu para Singiduno, expulsando os bizantinos do interior dos Bálcãs e abrindo as portas para um incontrolável influxo de eslavos que, num período de não mais de cinco anos, inundaram toda a região semi-abandonada do Peloponeso. O ano era 582 e Beano agora se sentia capaz de atacar o império na Trácia e, quando Tibério II (r. 578–582), que havia fracassado em suas tentativas de detê-lo, foi sucedido em Constantinopla por seu genro Maurício, ele conseguiu extorquir um enorme tributo em ouro dos bizantinos: 100 000 soldos ou, em outras palavras, quase 500 kg de ouro por ano.
Depois disso, os avares e os eslavos ainda atacavam o que sobrou das terras bizantinas na região enquanto Maurício fazia o que podia para defender a sua terra natal na Capadócia e a Armênia dos ataques do Império Sassânida. Por volta de 592, o imperador, tendo finalmente derrotado os persas, estava agora decido a se vingar e contra-atacou com força total, rapidamente invertendo os papéis nos Bálcãs (veja Campanhas de Maurício nos Bálcãs). Repetidas e pesadas derrotas abalaram as hordas avaro-eslavas enquanto poderosos e organizados exércitos bizantinos invadiram a região ao norte do Danúbio, penetrando na Valáquia e, eventualmente, sob o comando do general Prisco, esmagaram o inimigo ao logo do rio Tisza, no coração da Panônia. Foi somente a revolta de Focas contra Maurício em 602 que, em última análise, salvou os avares e quase acabou com o Império Bizantino. No mesmo ano, o grão-cã Beano morreu, deixando seu império agora seguro e consolidado.